# 14 germinal
14 ventôse 14 floréal
Le quartidi 14 germinal, officiellement dénommé jour du hêtre, est le 194e jour de l'année du calendrier républicain.
C'était généralement le 3e jour du mois d'avril dans le calendrier grégorien.